# Lagtävlingen i dressyr i ridsport vid olympiska sommarspelen 1984
Lagtävlingen i dressyr i ridsport vid olympiska sommarspelen 1984 var en av sex ridsportgrenar som avgjordes under de olympiska sommarspelen 1984. 

## Medaljörer
| Event | Guld                                              | Silver                                                           | Brons                                                 |
| Lag   | Västtyskland Herbert Krug Uwe Sauer Reiner Klimke | Schweiz Otto Hofer Christine Stückelberger Amy-Cathérine de Bary | Sverige Louise Nathhorst Ingamay Bylund Ulla Håkanson |

## Resultat
| Placering | Nation         | Poäng |
| 1         | Västtyskland   | 4,955 |
| 2         | Schweiz        | 4,673 |
| 3         | Sverige        | 4,630 |
| 4         | Nederländerna  | 4,586 |
| 5         | Danmark        | 4,574 |
| 6         | USA            | 4,559 |
| 7         | Kanada         | 4,503 |
| 8         | Storbritannien | 4,463 |
| 9         | Österrike      | 4,391 |
| 10        | Jugoslavien    | 4,381 |
| 11        | Mexiko         | 3,927 |
| -         | Frankrike      | DNF   |